# Kathleen Ferrier
Kathleen Mary Ferrier (Blackburn, 22 aprile 1912 – Londra, 8 ottobre 1953) è stata un contralto inglese.

## Biografia
Diplomata in pianoforte nel 1928, intraprende in seguito lo studio del canto a 20 anni con il maestro A. Hutchinson. Nel giro di poco tempo raggiunge un certo livello di notorietà come cantante da oratorio (Messiah di Händel, Elias di Mendelssohn ecc.).
Dal 1943 si stabilisce a Londra: qui ottiene successi in una prima serie di concerti Liederistici, e come cantante bachiana. Nel 1946 fa il suo debutto operistico come Lucretia in The Rape of Lucretia di Britten, diretta da Ernest Ansermet con Peter Pears, in prima mondiale al Glyndebourne Festival Opera e portato anche al Manchester Opera House, al Royal Court Theatre di Liverpool, al Royal Lyceum Theatre di Edimburgo, al Theatre Royal di Glasgow, al Sadlers Wells nel Borgo londinese di Islington, al New Theatre Oxford e nel Stadsschouwburg di Amsterdam, cui segue nel 1947 Orfeo nell'Orfeo ed Euridice di Gluck.

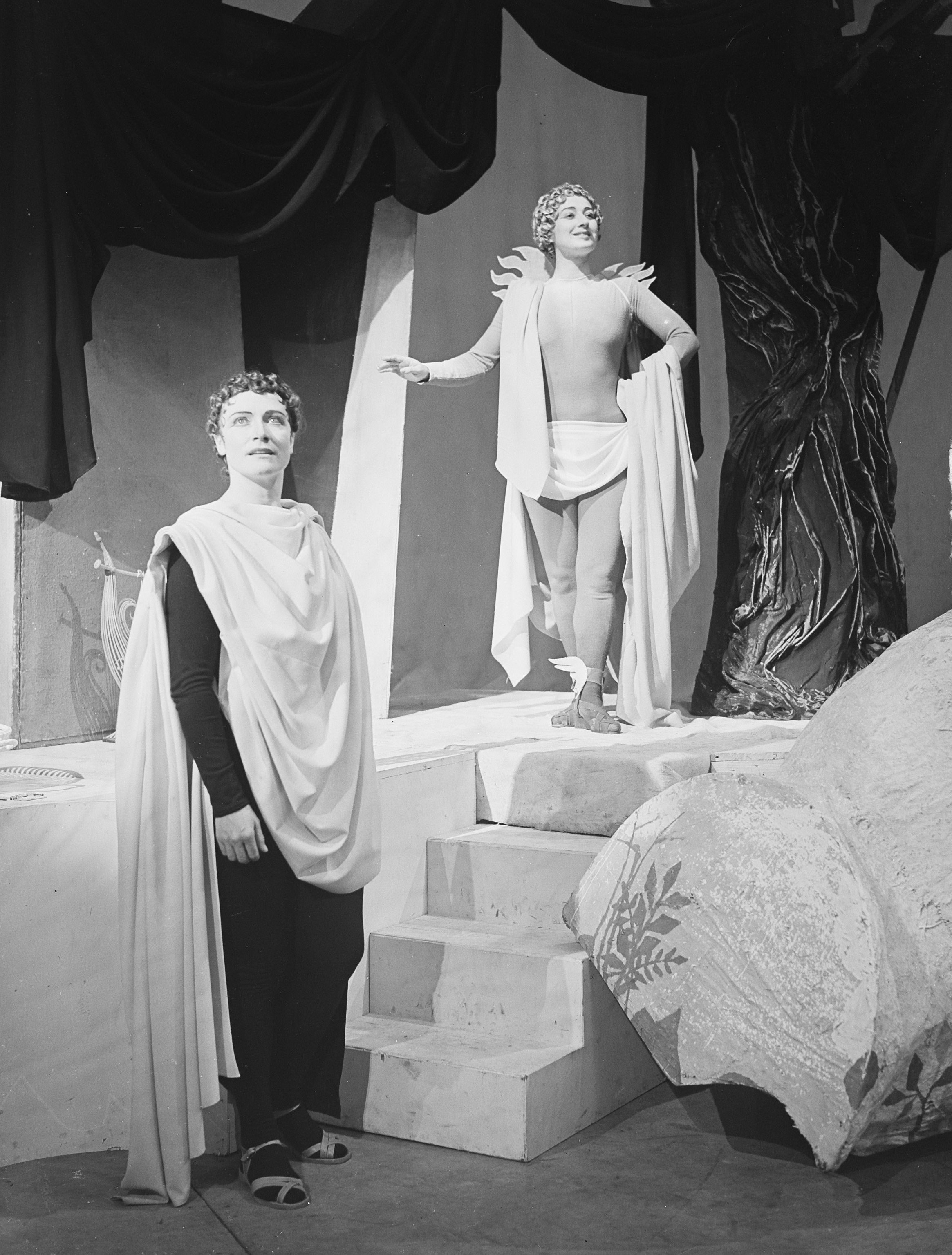
Ferrier in Orfeo ed Euridice (1949)

Nel 1949 canta nella prima assoluta di Spring Symphony di Britten diretta da Eduard van Beinum con Pears al Concertgebouw di Amsterdam.
Nel 1948 conosce Bruno Walter, allievo e amico di Gustav Mahler: insieme contribuiranno alla diffusione delle opere del compositore austriaco. La loro collaborazione durerà fino al 1952. Dello stesso anno è una delle incisioni fondamentali del contralto britannico, Il canto della terra di Mahler con i Wiener Philharmoniker diretti dallo stesso Bruno Walter (CD Decca e Naxos).
Nel 1951 è Orfeo in Orfeo ed Euridice ad Amsterdam e nel 1952 canta nella prima assoluta di Canticle II: Abraham and Isaac di Britten con Pears a Nottingham. Nel gennaio 1953 viene insignita dell'Ordine dell'Impero Britannico.
Molti sono i direttori che hanno lodato la musicalità e la personalità artistica di Kathleen Ferrier: tra di essi Sir John Barbirolli, destinato ad essere l'ultimo a dirigerla, nell'Orfeo ed Euridice, in inglese, alla Royal Opera House, Covent Garden di Londra, nel febbraio 1953.
Da due anni infatti Ferrier lottava contro un tumore al seno, che proprio nel 1953 si generalizzò. Nel corso dell'ultima rappresentazione dell'Orfeo a Londra le ossa di Kathleen Ferrier erano così debilitate dalla malattia che un femore le si ruppe in scena. Portò al termine la recita e fu la sua ultima esibizione pubblica.
Kathleen Ferrier ha inciso, prima per la Columbia, poi per Decca, una nutrita serie di Lieder di Schubert, Brahms, Schumann, Mahler, di arie handeliane e bachiane, di Folksong inglesi, e brani dell'Orfeo e della Passione secondo Matteo di Bach, in inglese.
Dal vivo restano un Orfeo da Amsterdam, del 1951, una Messa in Si minore e una Passione secondo Matteo da Vienna, dirette da Herbert von Karajan, due edizioni del Ratto di Lucrezia, una da Amsterdam, l'altra radiofonica, da Londra, e qualche concerto: celebre tra tutti quello da Edimburgo nel 1949, ove fu accompagnata da Bruno Walter in persona al pianoforte, ed in cui interpreta, tra i vari brani, il ciclo Frauenliebe und -leben di Schumann.

## Discografia parziale
- Brahms: Alto Rhapsody, Vier ernste Gesänge - Schumann: Frauenliebe Und Leben (Ferrier) (1947-1950) - Kathleen Ferrier/John Newmark/Phyllis Spurr/Max Gilbert/London Philharmonic Male Choir/Clemens Krauss/London Philharmonic Orchestra, Naxos
- Gluck, Orfeo ed Euridice (1951) - Netherlands Opera/Charles Bruck/Kathleen Ferrier/Greet Koeman/Nel Duval, Classical Moments
- Mahler: Kindertotenlieder, Symphony No. 4 - Bruno Walter/Kathleen Ferrier/New York Philharmonic/Wiener Philharmoniker, Naxos
- Mahler, Lied von der Erde/3 Rückert con Julius Patzak e la Wiener Philharmoniker, dir. Bruno Walter - ed. Decca 1952 - Grammy Hall of Fame Award 1981
- Mahler, Symphony No. 2 - "Resurrection" - Jo Vincent/Kathleen Ferrier/Amsterdam Toonkunst Choir/Royal Concertgebouw Orchestra/Otto Klemperer, Decca
- Mahler: Kindertotenlieder; Brahms: Liebeslieder-Walzer - Kathleen Ferrier/Otto Klemperer/Royal Concertgebouw Orchestra, Decca
- Ferrier - Kathleen Ferrier Centenary Edition (Limited Edition con bonus DVD) Le registrazioni Decca complete
- Ferrier - Kathleen Ferrier: Un film di Diane Perelsztejn nel centenario della nascita (DVD + CD) Bonus CD con registrazioni inedite dagli archivi della radio americana - ed. Decca
- Kathleen Ferrier: What Is Life? - Regis
- Ferrier, Vol. 3 - Kathleen Ferrier, Decca
- Ferrier, Vol. 4 - Kathleen Ferrier, Decca
- Ferrier, Vol. 7 - Bach & Handel - Kathleen Ferrier/London Philharmonic Orchestra/Sir Adrian Boult, Decca
- Ferrier, Vol. 8 - "Blow the Wind Southerly" - British Songs - John Newmark/Kathleen Ferrier/Phyllis Spurr, Decca
- Ferrier, Vol. 9 - Schubert, Brahms & Schumann - Bruno Walter/Kathleen Ferrier, Decca
- Ferrier, Vol. 10 - Bruno Walter/Clemens Krauss/John Newmark/Kathleen Ferrier/London Philharmonic Orchestra/Max Gilbert/Phyllis Spurr/Wiener Philharmoniker, Decca
- Ferrier Centenary Edition - The Complete Decca Recordings - Kathleen Ferrier, Decca
- The World of Kathleen Ferrier, Decca